# Peruća-tó
A Peruća egy mesterséges tó Horvátországban, Dalmáciában, melyet 1960-ban a HE Peruća vizierőmű vízellátására hoztak létre.
A tó néhány kilométerre lefelé található a Cetina forrásától.

## Leírása
A tavat a Peruća-gát építésével hoztak létre a Cetina folyón. Horvátország harmadik legnagyobb tava, amelynek területe mintegy 15 km2, mélysége pedig 65 m, mellyel az első három között (a tó mélysége az őszi-téli esős évszakban felhalmozódó gát miatt nagymértékben változik). és nyáron vizet bocsát ki) van az országban. A gát építésével megoldották a Hrvatačko polje és a Sinjsko polje árvízszabályozását, valamint a tó szintje alatti vízerőművek működését. Cetina egy Garjak nevű helyen ömlik a Peruća-tóba. A tó mentén sok strand és holtág van.

## Története
A tó elárasztás előtti területe részben lakott volt, erdőkben, szántókban, rétekben és szőlőültetvényekben bővelkedett. A Cetina folyón ezen a területen számos malom, ráknevelő telep, sőt egy közvetlenül a második világháború után épült kis vízerőmű és sok híd is volt.
Az állam államosította és minden kártalanítás nélkül elkobozta a földet a Vrlika, Vinalić, Garjak, Kosore, Ježević, Laktac, Dabar, Vučipolje, Zasiok, Bitelić, Rumin, Hrvace, Satrić, Potravlje, Maljkovo, Otišić és Maovice településeken elő parasztoktól. A terület elárasztásával a lakosság nagy része a Svilaja, Dinara és Debeli brdo hegység magasabb területeire költözött, egy részük pedig elköltözött erről a területről. Amikor a terület víz alá került, a dragovići kolostor is víz alá került. Épületei sok kőház, istálló, malom és száraz kőfalak mellett néha alacsony vízállásnál kiemelkednek a tó mélyéből.
A horvátországi háború alatt a valaha mért legmagasabb vízállás idején a szerbek robbantással próbálták lerombolni a gátat, de a gát sajátos építése és a horvát hadsereg gyors beavatkozása megakadályozta a tó szintje alatt fekvő falvak elárasztását és az emberéletek elvesztését.

## Növény- és állatvilág
Mivel a Peruća-tó egy viszonylag új mesterséges víztározó, amelyet erősen karsztos területen építettek nincs folytonossága a növény- és állatvilág hosszú távú fejlődésének. Így nem mondható el, hogy maga a víztározó gazdag lenne állat- és növényfajokban.
A tóban a leggyakoribb növényfajok a nád, a különböző algafajok és planktonok. Az állatfajok közül a vizi rovarok, a kevéssörtéjűek, a sebes pisztráng, a fejes domolykó, a vágó csík, a paduc, a szivárványos pisztráng, a csuka, a ponty, a pénzes pér és az ezüstkárász élnek a tóban. 

## Fordítás
Ez a szócikk részben vagy egészben  a   Perućko jezero című horvát Wikipédia-szócikk ezen változatának fordításán alapul.  Az eredeti cikk szerkesztőit annak laptörténete sorolja fel. Ez a jelzés csupán a megfogalmazás eredetét és a szerzői jogokat jelzi, nem szolgál a cikkben szereplő információk forrásmegjelöléseként.